# 真田守信
真田守信（1612年—1670年12月12日）是江戶時代前期的武士，出身自陸奧國仙台藩。為真田信繁（幸村）的次子。幼名大八。原姓真田。其子為真田辰信（片倉辰信）。通稱四郎兵衛、久米之介。號一貫齋。

## 生平
守信慶長17年（1612年）作為真田信繁的次子出生於紀伊國九度山。母親是竹林院（大谷吉繼的女兒）。幼名大八，通稱為四郎兵衛，後來改名為久米之介。
根據高野山蓮華定院（真田氏在高野山的菩提寺）的記錄，守信在某年5月5日被石擲打死。然而，實際上他倖存下來。在1615年5月的大坂夏之陣中，他的父親信繁和兄長大助戰死後，被俘虜的同母姐姐阿梅（信繁次女）成為片倉重長的側室，而大八與他的同母姐姐阿昌蒲（信繁六女）和山岡（信繁七女）一起逃往陸奧國白石。
寛永17年（1640年），守信28歲時被伊達家（仙台藩）召聘，並被稱為真田四郎兵衛守信。然而，幕府懷疑他是否叛亂者的子孫，因此向仙台藩發出了詰問函。伊達家提出了大八被石擲打死的前述記錄來為守信辯護，並解釋說守信是「幕臣真田信尹的次男真田政信的兒子」。儘管信尹家是真田一族，但因為是幕府的臣子，所以幕府本可以嚴格調查並否定這個說法，但最終沒有對守信做出任何指責。
因此，他很快改姓為片倉，改名為片倉久米之介守信，並被授予仙台藩藩士的身份，賜予360石的俸祿。
他於寛文10年（1670年）10月30日去世，享年59歲。並由他的兒子辰信繼承了地位，而辰信在正德2年（1712年）也恢復了真田姓。